# Hugh Claye
Hugh Claye (ur. 22 czerwca 1889 w Derby, zm. 9 sierpnia 1972 w Chichester) – angielski as myśliwski z okresu I wojny światowej. Odniósł 11 zwycięstw powietrznych. Odznaczony Military Cross.

## Życiorys
Hugh Claye służbę w armii rozpoczął w 1909 roku w Sherwood Foresters. W 1912 roku został promowany na porucznika, a w 1916 na stopień kapitana. W grudniu 1917 roku został przeniesiony  do RFC i jako obserwator przydzielony do No. 62 Squadron RAF. Latał z australijskim pilotem Geoffreyem Hughesem, z którym odnieśli wspólnie 11 zwycięstw powietrznych.
Hugh Claye pierwsze zwycięstwo powietrzne odniósł 21 lutego 1918 roku nad niemieckim samolotem obserwacyjnym w okolicach Armentières-Ploegsteert. 10 marca odnieśli podwójne zwycięstwo powietrzne uszkadzając dwa samoloty Albatros D.V. 13 marca odnieśli kolejne podwójne zwycięstwo. Drugim zestrzelonym samolotem był Fokker Dr.I pilotowany przez Lothara von Richthofena
18 maja 1918 roku Claye wraz z pilotem H. A. Clarke, w czasie wykonywania zadania bojowego zostali zestrzeleni przez artylerię przeciwlotniczą. Obaj lotnicy dostali się do niewoli niemieckiej. Claye został zwolniony 31 grudnia 1918 roku i powrócił do Wielkiej Brytanii. 
10 kwietnia 1919 roku Claye przeszedł do rezerwy. W okresie międzywojennym ukończył kurs Officers Training Corps w Cambrige.
W czasie II wojny światowej służył w South Rhodesian Air Force. Po zakończeniu wojny przeszedł do rezerwy i w latach pięćdziesiątych i sześćdziesiątych był współwłaścicielem kilku firm handlujących nieruchomościami.